# Luis Gianneo
Luis Gianneo (Buenos Aires, 9 januari 1897 – Buenos Aires, 15 augustus 1968) was een Argentijns componist, muziekpedagoog, dirigent, organist en pianist van Italiaanse afkomst.

## Levensloop
Gianneo was een piano-leerling van Luigi Romaniello en Ernesto Drangosh. Hij studeerde compositie bij Constantino Gaito en Eduardo Fornarini. Een bepaalde tijd vormde hij met zijn broer Miguel Gianneo (viool) een duet.
In 1921 huwde hij de zangeres en pianiste Josefina Ghidoni en vertrok in 1923 naar San Miguel de Tucumán. In de volgende 20 jaar was hij daar als leraar in het Tucumán Instituto Musical en als pianist en dirigent werkzaam. Verder was hij organist aan de parochiekerk "Sint Franciscus" in San Miguel de Tucumán. De Tucumán Asociación Sinfónica werd van hem opgericht en gedirigeerd. Met dit orkest verzorgde hij uitvoeringen van werken van Igor Stravinsky, Claude Debussy en Ottorino Respighi.
In 1932 werd hij lid van de "Grupo Renovación", die in 1929 van Juan José, José Maria Castro, Jacobo Ficher en Juan Carlos Paz gesticht was. In deze periode ontstonden vele werken zoals El Tarco en Flor, Pampeanas en Turay-Turay. In 1938 maakte hij een reis door Europa, die hem naar Italië, Frankrijk, België, Duitsland en Zwitserland bracht. Hij was deelnemer aan de Internationale Muziek Conferentie in Florence. In Turijn dirigeerde hij een uitvoering van zijn symfonisch gedicht Turay-Turay. Tijdens zijn verblijf in Parijs ontstonden zijn Cinco pequeñas piezas, de 1e symfonie en het Concertino-Serenata. In 1939 kwam hij naar Argentinië terug. In 1944 ging zijn Concierto Aymará, voor viool en orkest in première.
Vanaf 1945 was hij oprichter van verschillende jeugdorkesten, zoals het Jeugdorkest van Radio El Mundo en in 1954 het Orquesta Sinfónica Juvenil de Radio Nacional en Argentina (Jeugd-symfonieorkest van Radio Nacional). In 1949 werd hij onder de directeur Alberto Ginastera professor voor harmonie, instrumentatie en compositie aan het Conservatorio de Música y Arte Escénico de La Plata. Later werd hij directeur van het Conservatorio Provincial de Mar del Plata. Tot zijn bekendste leerlingen behoren: Ariel Ramírez (pianist en componist), Juan Carlos Zorzi, Virtú Maragno, Pedro Ignacio Calderón (dirigent) en Rodolfo Arizaga. In 1955 werd hij inspecteur van het Conservatorio Nacional Superior de Música "Carlos López Buchardo" (IUNA) in Buenos Aires. In hetzelfde jaar overleed zijn echtgenote Josefina Ghidoni en korte tijd later vertrokken hun dochters naar Europa.
In 1960 huwde hij Inés Rosa Sayans. Zij maakten ook een reis door Europa en in 1961 werd hun zoon Luis Alejandro in Rome geboren. De cantate Angor Dei uit 1962 is opgedragen opgedragen aan zijn tweede echtgenote. In 1965 werd Gianneo president van de "Nationale commissie voor cultuur". Hij was lid van de "Academie van de schone Kunsten".
Het Conservatorio Provincial de Música de Mar del Plata draagt sinds 1960 de naam van Luis Gianneo.

## Composities

### Werken voor orkest
- 1930 El Tarco en Flor, symfonisch gedicht voor orkest
  1. Lento - Vivo con alegria - Allegretto - Lento
  2. Andante lento - Più lento - Poco più mosso - Lento
  3. Più mosso - Lento - Più lento
- 1937 Obertura para una Comedia Infantil, voor orkest
- 1938 Concertino-Serenata
- 1944 Concierto Aymará, voor viool en orkest ( won de Prize of the Free Library of Philadelphia for Latin-American Composers)
- 1964 Antífona - Sinfonia
- 1965 Poema de la Saeta
- Obertura del Sesquicentenario
- Pampeanas
- Primera Sinfonía (1e symfonie), voor orkest
- Turay-Turay, symfonisch gedicht voor orkest
- Variaciones sobre un tema de tango

### Cantates
- 1962 Angor Dei, cantate

### Muziektheater

#### Balletten
- 1962 El Retorno

### Vocale muziek
- Transfiguración, voor bariton en orkest (won de Prijs van de stadt Buenos Aires)

### Kamermuziek
- 1963 Drie stukken, voor viool

### Werken voor piano
- 1913 Tarantella
- 1916 Cuatro Composiciones (Vier composities)
  1. Vieja Cancion
  2. En bateau
  3. Berceuse
  4. Arabesca
- 1917 Sonate Nr. 1
- 1918 Variaciones sobre un Tema de Handel (Variaties over een thema van Händel)
- 1923 Vals Lento
- 1933 Suite
  1. Agitato
  2. Calmo
  3. Allegro rustico
- 1938 Cinco pequeñas piezas (Vijf kleine stukken)
  1. Requiebros (Coquetterie)
  2. Canción de Cuna
  3. Marcha para soldaditos de cuerda (Mars voor de speelgoed soldaten)
  4. Vals Sentimental
  5. Movimiento Perpetuo
- 1938 Sonatina
- 1942 Sonate Nr. 2
- 1948 Improvisación
- 1957 Sonate Nr. 3
- 1957-1959 Seis Bagatelas
  1. Allegretto
  2. Allegro
  3. Andantino piacevole
  4. Allegro scherzando
  5. Andante
  6. Vivo
- Album Intimo
- Bailecito
- Caminito de Belén (De kleine weg naar Bethlehem)
- Dos estudios (Twee etudes)
  1. En forma de vidala
  2. En forma de zamba
- En el Altiplano, prelude
- Música para niños (Muziek voor kinderen)
- Mi changuita (tango)
- Siete Piezas Infantiles
- Tres Danzas Argentinas
  1. Gato
  2. Tango
  3. Chacarera
- Tres Preludios
  1. Nocturno
  2. Noche en la Sierra
  3. En el Canaveral
- Villancico

## Publicaties
- Classified chronological catalog of the works of the Argentine composer Luis Gianneo., Boletin interam. mus., nos. 9-10 (Jan-March 1959), p. 51-57.